# Cleora licornaria
Cleora licornaria là một loài bướm đêm trong họ Geometridae.